# Michael Field
Michael Field va ser un pseudònim utilitzat per a la poesia i el drama en vers de les autores angleses Katherine Harris Bradley (27 d'octubre de 1846 - 26 de setembre de 1914) i la seva neboda i pupil Edith Emma Cooper (12 de gener de 1862 - 13 de desembre de 1913). Com a Field, van escriure al voltant de 40 obres juntes i una llarga revista Works and Days . La seva intenció era mantenir el seu pseudònim en secret, però va passar a ser de coneixement públic poc després que s'haguessin confiat al seu amic Robert Browning .

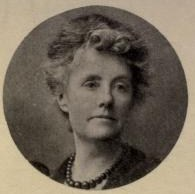
Katherine Bradley

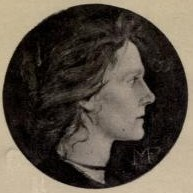
Edith Cooper

## Biografies
Katherine Bradley nasqué el 27 d'octubre de 1846 a Birmingham, Anglaterra, filla de Charles Bradley, treballador d'una companyia tabaquera, i d'Emma Harris. El seu avi, també anomenat Charles Bradley (1785 - 1845), fou un destacat partidari i patrocinador de la profeta Southcott Joanna i el seu autoproclamat successor John "Zion" Ward. Estudià en el Collège de France i en el Newnham College de Cambridge.
La germana major de Bradley, Emma, es casà amb James Robert Cooper el 1860 i anaren a viure a Kenilworth, on naixeria la seua filla, Edith Emma Cooper, el 12 de gener de 1862. Emma Cooper quedà discapacitada després del naixement de la seua segona filla, Amy, i Katherine Bradley, la seua germana, esdevingué la tutora legal de la seua neboda Edith Cooper.
Bradley s'implicà durant un temps en els projectes utòpics de Ruskin. Va publicar per primera vegada amb el pseudònim Arran Leigh, en reconeixement d'Elizabeth Barrett. Edith adoptà el nom d'Isla Leigh.
Des de la fi de la dècada dels 1870, quan Edith era en l'University College de Bristol, acordaren viure juntes i serien, durant els següents 40 anys, amants i coautores. La primera publicació conjunta com a Michael Field  va ser "Callirhöe and Fair Rosamund" el 1884. Tenien independència financera necessària perquè el pare de Bradley s'havia dedicat a la indústria del tabac a Birmingham. L'Ateneu ho va assenyalar "la famosa cançó de Faun a 'Callirrhoé', que ha trobat el seu camí en moltes antologies, les cançons de fades a 'Fair Rosamund' i tot el drama commovedor de 'La tragèdia del pare' van ser obra de l'escriptor més jove quan encara era una nena".
Es consideraven estetes i estaven fortament influenciades pel pensament de Walter Pater. Tenien un gran cercle d'amics i contactes literaris, en particular, els pintors i companys Charles Ricketts i Shannon Charles, prop dels quals vivien a Richmond, Londres. Robert Browning també fou un amic proper, i van conéixer i admirar a Oscar Wilde, la mort del qual van plorar amargament. Tot i que sempre tingueren bons contactes, el seu primerenc èxit davant la crítica no es mantingué (la qual cosa s'atribueix sovint al descobriment del seu pseudònim). Coneixien molts integrants del moviment estètic del 1890, com ara Walter Pater, Lee Vernon, J. A. Symonds i Bernard Berenson. William Rothenstein també en fou amic. El 1899, la mort del pare de Cooper els va permetre comprar la seva pròpia casa com a prova del seu "matrimoni proper", encara que Cooper va veure la mort del seu pare com una retribució pel seu estil de vida. Més tard va liderar el camí per establir la parella com a catòlics actius.
S'intercanviaren una sèrie de poemes d'amor apassionat i el seu pseudònim era una manera de declarar la seua unió inseparable. Alguns amics es referien a elles com les Fields, les Michaels o les Michael Fields. Aquest tipus de relació continuava la tradició de parelles lesbianes que formaven famílies en què incloïen a les mascotes: les Senyoretes de Llangollen havien establert una llar semblant.
El seu diari conjunt comença amb el relat de la passió que sent Bradley per Alfred Gerente, un artista vidrier germà de Henri Gerente, d'origen anglés, però que treballà sobretot a França. Continua documentant la figura de Michael Field, entre els seus homòlegs literaris. El 1907, totes dues dones es van convertir al catolicisme. Les seues inclinacions religioses es reflecteixen en les obres posteriors; en els seus escrits anteriors es percebia la influència de la cultura clàssica i renaixentista, sobretot en els seus aspectes pagans, per Safo, com era entesa en època victoriana, i potser també per Walter Savage Landor.
Bradley va descobrir que tenia càncer de mama el juny de 1913 i només ho va dir al seu confessor, Vincent McNabb; mai li va dir a Cooper, a qui li havien diagnosticat càncer el 1911. Cooper va morir el 13 de desembre de 1913 a la seva casa, The Paragon, Richmond. Bradley va morir el 26 de setembre de 1914, després d'haver-se traslladat a una casa de camp prop de McNabb a Hawkesyard Priory, Rugeley. Estan enterrats junts al cementiri de l'església catòlica romana de Santa Maria Magdalena a Mortlake. Bradley va deixar la major part de la seva propietat a Charles Ricketts amb un llegat de cartes al poeta Frederick Gurney Salter i joies i manuscrits a la Universitat de Cambridge.

## Obres
- The New Minnesinger and other poems (London: Longmans, Green, and Co., 1875) poemes d'Arran Leigh.[13]
- Bellerophon (C. Kegan Paul, 1881) d'Arran i Isla Leigh.[14]
- Callirrhoe & Fair Rosamund (1884), teatre en vers.[15]
- The Father's Tragedy (1885), teatre en vers.[16]
- William Rufus (1885), teatre en vers.
- Loyalty Or Love? (1885), teatre en vers.
- Brutus Ultor (1886), teatre en vers.
- Canute the Great (1887), teatre en vers.
- The Cup of Water (1887), teatre en vers.
- Long Ago (1889), poemes.
- The Tragic Mary (1890), teatre en vers.[17]
- Sight and Song (E. Mathews i J. Lane, 1892).[18]
- Stephania, a Trialogue (1892), teatre en vers.
- A Question of Memory (1893), teatre.[19]
- Underneath the Bough (1893), poemes.
- Attila, My Attila (1896), teatre en vers.
- World at Auction (1898) Val Press, teatre en vers.
- Noontide Branches (1899), teatre en vers.
- Anna Ruina (1899), teatre en vers.
- Race of Leaves (1901) Val Press, teatre en vers.
- Julia Domna (1903) Val Press, teatre en vers.
- Borgia (1905), teatre en vers.
- Wild Honey from Various Thyme (1908), poemes.
- Queen Marianne (1908), teatre en vers.
- Tragedy of Pardon (1911), teatre en vers.
- Tristan de Léonois (1911), teatre en vers.
- Dian (1911), teatre en vers.
- The Accuser (1911), teatre en vers.
- A Messiah (1911), teatre en vers.
- Poems of Adoration (1912).
- Mystic Trees (1913), poemes.
- Ras Byzance (1918), teatre en vers.
- Deirdre (1918), teatre en vers.
- In The Name Of Time (1919), teatre en vers.
- Selection (1923).
- The Wattlefold: Unpublished Poems (1930).
- Works and Days: From the Journal of Michael Field (1933), editats per T. Sturge Moore (els diaris inèdits estan disponibles actualment en microfilm) des del 1888, anuals fins al 1914.
- A Shorter Shırazad: 101 Poems of Michael Field (1999), selecció d'Ivor C. Treby
- Where the Blessed Feet Have Trod - poema.
- Whym Chow: Flame of Love (poemes).